# 豆腐渣工程
豆腐渣工程，是指建筑物在建造过程中，因削减成本等原因而偷工减料，不符合规定或引起倒塌事故的建築物。

## 由來

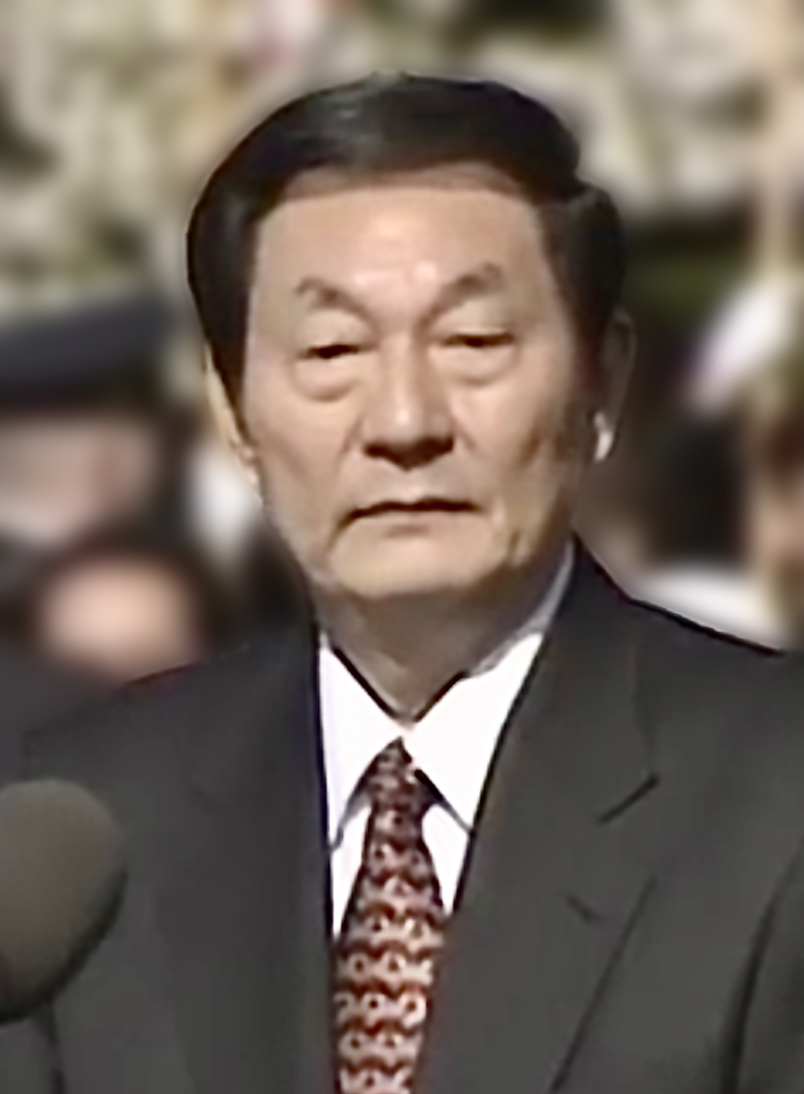
中華人民共和國前总理朱镕基（1999年）

此名詞最早出自中華人民共和國前总理朱鎔基之口。1998年夏季中国发生特大洪水，朱镕基在视察发生溃堤的九江市时，首先问及九江决口的防洪墙问题，朱鎔基怒斥這是「豆腐渣工程」。後來中國大陸各地接連被揭發多處因为有关人士贪污腐败而不合規定或發生意外的建築，「豆腐渣工程」一詞就經常出現於各大媒體。因豆腐渣是一種軟爛易塌的食物，故以此來比喻。
豆腐渣工程的成因，除了刻意的偷工减料外，也可能因為欠缺專業知識、疏漏等原因，令其質量把關不嚴或不達標準。豆腐渣工程的後果通常是负责人遭到问责或被免职。

## 豆腐渣工程範例

### 中国大陆
- 1998年2月20日上午，湖北巴东县焦家湾，正在施工的大桥突然坍塌，11人当场死亡；
- 1999年1月4日，重庆綦江彩虹桥建成仅为3年，整体坍塌，40人死于非命；
- 2001年，重庆万州区新乡镇治南小学新建几年就成了危房，300余名学生无处上课[3]；
- 2001年3月，投资40多万元建设的合肥骆岗镇黄巷村境内的新码头工程尚未完工便四分五裂，被斥为“豆腐渣”码头。[4]
- 云南省耗资3.8亿人民币修建的云南省昆禄公路，开通18天，路基沉陷、路面开裂 ；
- 海南高速公路十字路出口到东山湖野生动植物园，旅游专线通车11天就出现损坏；
- 2003年3月，广东省信宜市的石岗嘴大桥的主体工程刚完工，装修还来不及，突然坍塌。
- 江苏省徐州市济众桥改建工程耗资760多万人民币，定于2004年6月28日举行剪彩仪式，却在27日就坍塌；
- 2005年岁末，浙江省金华市市民陈小华在双龙大桥的人行道散步，脚下盖板突然脱落，坠落在桥下约20米干涸河床，当场死亡。该桥耗资9000万人民币，耗时三年，1996年竣工。贯通330国道和03省道杭金线金华市区过境段联网的主干道，也是从金华市政府到金华火车站的必经之桥。[5]
- 2007年，广东省河源市和平县聚兴村耗资37万人民币的救灾款建的聚兴桥，还没有竣工验收通车，就被洪水冲毁。和平县纪委决定，开除聚兴村村支书陈振万的党籍、和平县地方公路管理站副站长谢明光给予留党察看一年、阳明镇委副书记陈国珍给予党内严重警告处分，其他5人党纪和政纪处分。[6]
- 2007年8月13日下午，北京时间16时45分许，位于湖南省凤凰县的沱江大桥突然坍塌。41人死亡。
- 2007年11月25日凌晨1时许，正在修建的山西侯马市汽车客运西站两层候车大厅坍塌，造成至少2人死亡。在事故发生前10小时，该建筑刚刚举行了封顶仪式。有可能创下了中外建筑史上最快坍塌的吉尼斯世界记录。
- 2008年5月12日下午，北京时间14時28分許，四川省阿坝藏族羌族自治州汶川县境内发生强烈地震，导致多间校舍倒塌。经证实，它们中存在许多豆腐渣工程。
- 2009年6月27日，上海蓮花河畔景苑房屋倒塌事故。
- 2009年12月南京市汉中门大桥完工后一年，被人发现30余处裂缝，结果居然是用普通胶水作填补，被媒体揭露报道后，南京市府公开道歉。[7]
- 2009年12月28日上海苏州河新修大桥桥墩开裂，内部垃圾填充，该桥是上海建工集团基础公司建设。[8]
- 2010年8月8日凌晨，位于舟曲县城东北部的三眼峪暴发泥石流，当时刚建完的4道大坝被冲毁，不仅没能发挥作用，反而带来更大灾难。附近村民称，灾难发生前，已发现工程质量问题，但找到县环保局和县政府反映没有用。[9]
- 2013年11月6日，四川纳溪区龙车镇一学校围墙发生垮塌，造成3名学生死亡，6人受伤。
- 2014年，山西岢临高速被指系豆腐渣工程：石缝用墨汁画出。[10]

#### 由中国大陆企業承建的海外工程
- 2025年3月28日，緬甸發生地震，位於泰國泰國曼谷、原定將用作審計署大樓的一座建設中的30層高大樓倒塌。該大樓由義泰開發集團（英语：Italian-Thai_Development）與中国铁路工程集团旗下的中铁十局合資企業承建。

### 台湾
- 1983年8月26日：台中縣省立豐原高中（今臺中市立豐原高級中等學校）大禮堂舉行新生入學訓練時，因為雨後禮堂屋頂積水不堪負荷而塌陷，造成台灣有史以來學生死傷最嚴重的校園災難，共有26人死亡，86人受傷。（豐原高中禮堂倒塌事故）
- 1997年8月：溫妮颱風經過台灣北部，颱風所帶來的雨量破壞地基，擋土牆崩落，造成臺北縣汐止鎮（今新北市汐止區）林肯大郡28人死亡，一百多人房屋損壞、全毀，無家可歸。[11]
- 1999年9月21日：集集大地震，臺北宏國集團東星大樓倒塌，大樓各層嚴重擠壓，造成73人死亡及14人失蹤。事後，台北市土木技師公會鑑定，東星大樓倒塌主因為混凝土強度不合格、施工不當及設計疏失，導致耐震能力不足。
- 2016年2月6日：台南維冠金龍大樓倒塌事故。
- 2019年10月1日：南方澳大橋斷裂事故。

### 香港
- 1982-88年：26座問題公屋醜聞
- 1999年香港康和式居屋及地鐵上蓋項目的短樁醜聞事件：圓洲角短樁案
- 2017年：港珠澳大橋測試造假，以及人工島防波堤沖散事件
- 2018年：沙中綫偷工減料醜聞
- 2021年：柏傲莊三期混凝土品質問題

### 澳门
- 2015年：澳門公共房屋裝修質量醜聞[12]
- 2021年：澳門銀河三期地盤工業意外
- 2019年至2023年：媽閣交通樞紐及柯維納馬路交通樞紐[13]
- 2024年：澳門街道名牌偷工減料醜聞

### 新加坡
- 1986年3月15日：新世界酒店（聯益大厦）坍塌 [14]

### 印度
- 2013年4月孟買大樓倒塌至少27死[15]；6月21日，1棟3層樓20年歷史的住宅大樓倒塌，10人死9傷[16]；7月4日，制衣厂大楼倒塌 已致2人死亡26人受伤[17]；8月27日72死[18][1]

### 韩国
- 1994年10月21日，首爾聖水大橋倒塌事故。
- 1995年6月29日，漢城（今首爾）三豐百貨大樓倒塌事件。
- 1997年5月22日，首尔堂山铁桥倒塌事故，此桥在1996年即已被判定为豆腐渣工程而被封闭，于拆除期间倒塌。

### 孟加拉国
- 2013年孟加拉国萨瓦区大楼倒塌事故

### 意大利
- 2018年意大利莫蘭迪橋

### 马来西亚
- 1993年12月11日，淡江高峰塔倒塌事件。